# Naro (fleuve)
Pour les articles homonymes, voir Naro.
Le Naro est un fleuve côtier de Sicile occidentale. Sa longueur est de 31 km et son bassin hydrographique est de 262,3 km2. Son nom provient de la ville de Naro qu'il traverse.

## Source de la traduction
- (it) Cet article est partiellement ou en totalité issu de l’article de Wikipédia en italien intitulé « Naro (fiume) » (voir la liste des auteurs).